# Seikilova píseň

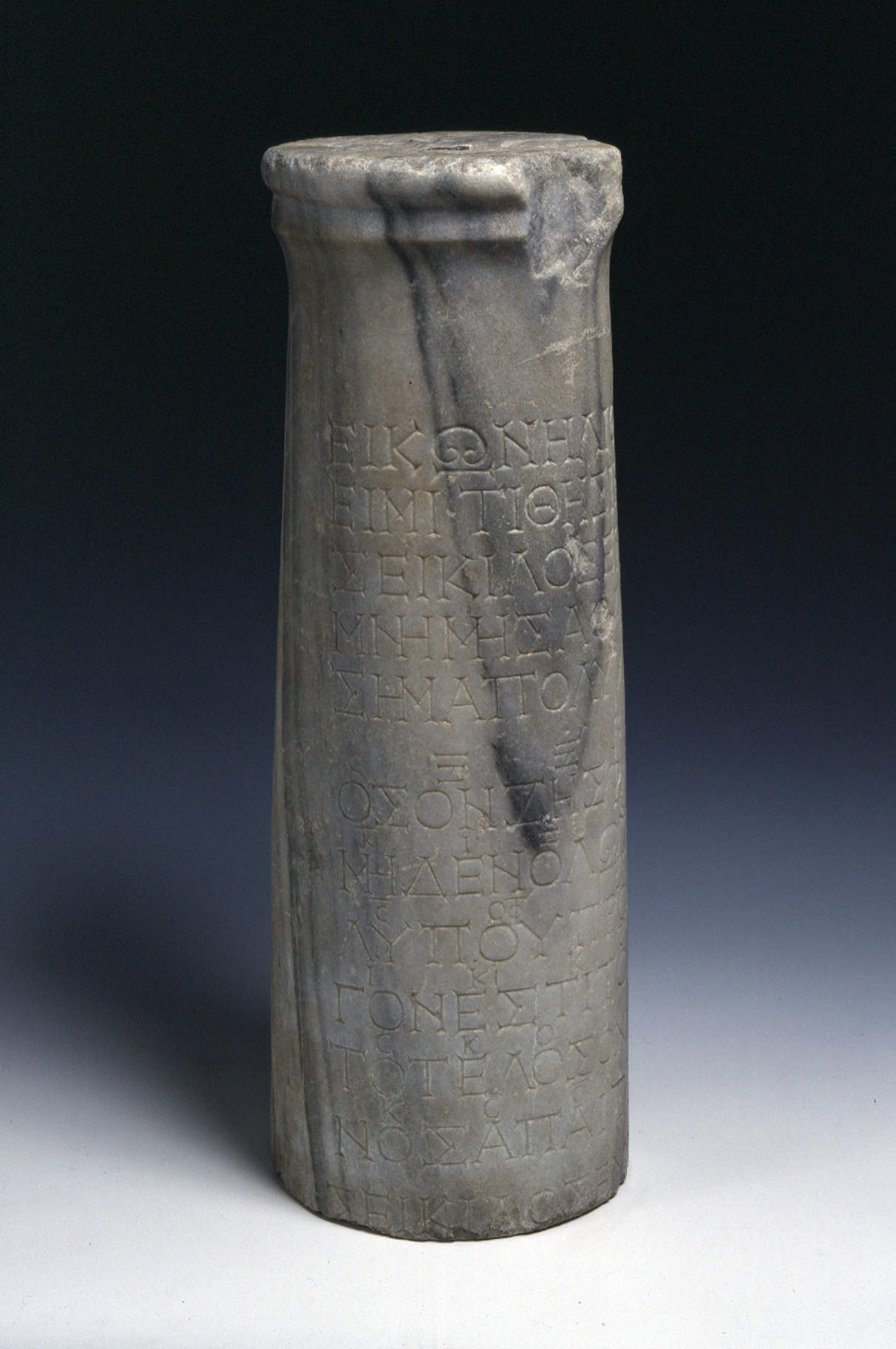
Stéla se Seikilovou písní

Seikilova píseň (řecky Επιτάφιος του Σείκιλου) je hudební památka z období starověkého Řecka a zřejmě také nejstarší známá píseň v Evropě, jejíž text i notový zápis se plně zachovaly.
Seikilos žil v Malé Asii kolem roku 200 př. n. l. Notový zápis písně je vytesán do náhrobního kamene formou řady písmen nad textem písně. Jedná se o jednoduchou píseň s notací, jednoduché tóny jsou označeny písmeny iónské abecedy.

## Píseň
| Starořecky v alfabetě                                                                  | Přepis do latinky                                                                            | Česky                                                                                                  |
| -------------------------------------------------------------------------------------- | -------------------------------------------------------------------------------------------- | --- |
| Ὅσον ζῇς φαίνου μηδὲν ὅλως σὺ λυποῦ πρὸς ὀλίγον ἔστι τὸ ζῆν τὸ τέλος ὁ χρόνος ἀπαιτεῖ. | hóson zêis, faínou mēdèn hólōs sù lupoû pròs olígon ésti tò zên tò télos ho chrónos apaiteî. | Dokud jsi naživu, zař, nezachmuřuj svoji tvář, jen krátce navštívíš svět, než čas vezme svůj dar zpět. |

Nad textem (zde zapsaným v současném řeckém písmu) je řádek se symboly pro melodii:
Převedení do soudobého notového zápisu je přibližně takovéto: